# Elemér Terták
Elemér Terták (Budapest, 2 novembre 1918 – Budapest, 8 luglio 1999) è stato un pattinatore artistico su ghiaccio ungherese, specializzato nel singolo.

## Palmarès
| Evento                         | 1934 | 1935 | 1936 | 1937 | 1938 | 1939 |
| ------------------------------ | ---- | ---- | ---- | ---- | ---- | ---- |
| Giochi olimpici invernali      |      |      | 8°   |      |      |      |
| Campionati mondiali            | 7°   | 6°   |      | 3°   | 6°   | 6°   |
| Campionati europei             | 3°   | 7°   | 5°   | 3°   | 5°   |      |
| Campionati nazionali ungheresi |      |      |      | 1°   | 1°   | 1°   |